# Kazimierz Tyszkiewicz (podczaszy wielki litewski)
Kazimierz Tyszkiewicz na Łohojsku (zm. 3 października 1652) – podczaszy wielki litewski od 1644, krajczy wielki litewski od 1642, stolnik wielki litewski od 1638, podstoli wielki litewski od 1633, starosta czeczerski i dudzki.
Syn Piotra Tyszkiewicza kasztelana mińskiego i Reginy Hołowczyńskiej. Nie założył rodziny, zmarł bezpotomnie.
W 1648 roku był elektorem Jana II Kazimierza Wazy z województwa mińskiego, podpisał jego pacta conventa.